# Entogonia
Entogonia is een geslacht van vlinders van de familie spanners (Geometridae), uit de onderfamilie Oenochrominae.

## Soorten
- E. cuprinaria Guenée, 1858
- E. icaunaria Walker, 1860
- E. schistacea Warren, 1904